# Maksim Kanunnikov
Maksim Sergejevitj Kanunnikov (på russisk: Макси́м Серге́евич Кану́нников, født 14. juli 1991 i Nisnij Tagil, Sovjetunionen) er en russisk fodboldspiller (angriber). Han spiller hos SKA-Khabarovsk i hjemlandet.
Kanunnikov startede sin seniorkarriere hos FC Zenit i Skt. Petersborg, hvor han også havde spillet som ungdomsspiller. Efter også at have spillet hos FC Tom Tomsk og FC Amkar Perm kom han i 2014 til Rubin Kazan.

## Landshold
Kanunnikov har (pr. april 2018) spillet 11 kampe for Ruslands landshold, som han debuterede for 26. maj 2014 i en venskabskamp mod Slovakiet. Han var en del af den russiske trup til VM i 2014 i Brasilien.